# Silikon
Silikoni so polimerske spojine silicija, ki so nastale z nadzorovano kondenzacijo ortosilikatne kisline. Naziv so dobili po podobnosti ketonov (silikoketoni), zaradi podobne splošne formule R2C=O. Vendar silikoni nimajo nobene fizikalne ne kemijske podobnosti s ketoni.

## Lastnosti
Silikoni so mastne, smolnate ali gumi podobne substance, a zaradi svoje toplotne in kemijske stabilnosti imajo široko tehnično uporabo. Silikonska olja se ponašajo z nizko hlapnostjo, z zelo nizkim temperaturnim koeficientom, z negorljivostjo in odpornostjo proti bazam in kislinam. Služijo kot zavorne in hidravlične tekočine. Smola se uporablja kot izolacijski material pri navitjih elektro motorjev, za impregniranje tkiva in steklenih vlaken, za lakiranje žic in keramičnih izolacijskih teles, kot osnovo za zaščitne premaze v vseh primerih, v katerih zahtev ne izpolnjujejo organski laki, ki so temperaturno neobstojni. Silikoni, ki so podobni kot guma, se raztezajo od temperature -55ºC in so pri dolgotrajni preobremenitvi elastični vse do 200ºC. Zelo so neobčutljivi na temperaturo, poleg tega so kemijsko nereaktivni. Zaradi tega se uporabljajo za toplotno močno obremenjena tesnila ter za izolacijo žic in kablov. So vodoodporni, zato jih uporabljajo za povečanje odpornosti električnih izolatorjev, za zatesnitev stekel ter za impregnacijo papirja in pelerin.